# Льзи (Ленинградская область)
Льзи — деревня в Хваловском сельском поселении Волховского района Ленинградской области.

## История
Деревня Лзи упоминается на карте Санкт-Петербургской губернии А. М. Вильбрехта 1792 года.
На карте Санкт-Петербургской губернии Ф. Ф. Шуберта 1834 года она обозначена как деревня Льзи.

ЛЬЗА — деревня принадлежит надворной советнице Бужениновой, чиновнику 14 класса Шульгину и статскому советнику Петрашевскому,
 число жителей по ревизии: 24 м. п., 24 ж. п. (1838 год)

На карте Ф. Ф. Шуберта 1844 года она отмечена как деревня Льзи (Терпигорьева).

ЛЬЗИ — деревня наследников Шульгина и Петрашевских, по просёлочной дороге, число дворов — 10, число душ — 36 м. п. (1856 год)

ЛЬЗИ (ЛЗИ) — деревня владельческая при реке Сяси, число дворов — 13, число жителей: 25 м. п., 28 ж. п.;
 Часовня православная. Почтовая обывательская станция. (1862 год)

В 1866—1868 годах временнообязанные крестьяне деревни выкупили свои земельные наделы у В. А. Палицына и стали собственниками земли.

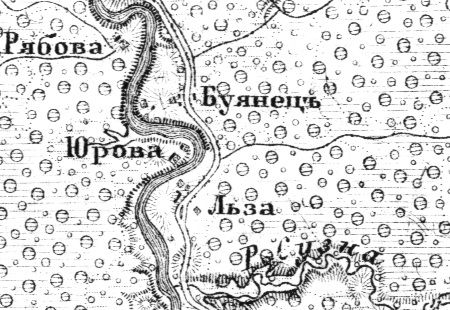
Деревня Кулаково на карте 1872 года

Согласно карте Ф. Ф. Шуберта 1872 года деревня называлась Льза.
В 1883—1884 годах временнообязанные крестьяне выкупили свои земельные наделы у Е. В. Верховской.
Согласно материалам по статистике народного хозяйства Новоладожского уезда 1891 года одно из имений при селении Льзи площадью 10 десятин принадлежало мещанам П. и И. Антиповым, имение было приобретено в 1887 году за 100 рублей, второе имение площадью 592 десятины принадлежало мещанину Н. Антипову, имение было приобретено в 1886 году за 1000 рублей.
Согласно епархиальным сведениям 1899 года деревня называлась Лези и относилась к приходу церкви Святой Троицы (ранее Казанская (Николаевская)) Никольско-Сясьского погоста в селе Хвалово.
В конце XIX — начале XX века деревня административно относилась к Хваловской волости 2-го стана Новоладожского уезда Санкт-Петербургской губернии.
По данным «Памятной книжки Санкт-Петербургской губернии» за 1905 год деревня Льзи входила в состав Рябовского сельского общества. 598 десятин земли деревни Льзи принадлежали наследникам мещанина Петра Антиповича Антипова.
Согласно военно-топографической карте Петроградской и Новгородской губерний издания 1915 года деревня называлась Льза.
С 1917 по 1923 год деревня входила в состав Хваловской волости Новоладожского уезда.
С 1923 года в составе Новолоцкого сельсовета Колчановской волости Волховского уезда.
С 1926 года в составе Рябовского сельсовета.
С 1927 года в составе Волховского района.
С 1928 года вновь в составе Новолоцкого сельсовета. В 1928 году население деревни составляло 91 человек.
Согласно карте Ленинградской области Северо-западного аэрогеодезического треста ГГУ издания 1932 года деревня насчитывала 11 крестьянских дворов.
По данным 1933 года деревня Льзи входила в состав Наволоцкого сельсовета Волховского района.
С 1946 года в составе Новоладожского района.
С 1954 года в составе Хваловского сельсовета.
В 1958 году население деревни составляло 61 человек.
С 1963 года вновь в составе Волховского района.
По данным 1966, 1973 и 1990 годов деревня Льзи также входила в состав Хваловского сельсовета.
В 1997 году в деревне Льзи Хваловской волости проживали 8 человек, в 2002 году — 14 человек (русские — 93 %).
В 2007 году в деревне Льзи Хваловского СП — вновь 8 человек.

## География
Деревня расположена в юго-восточной части района на автодороге А114 (Вологда — Новая Ладога).
Расстояние до административного центра поселения — 3 км.
Расстояние до ближайшей железнодорожной станции Колчаново — 12 км.
Деревня находится на правом берегу реки Сясь, к северу от устья реки Сузны.

## Демография
| 1838 | 1862 | 1997 | 2007 | 2010 | 2017 |
| ---- | ---- | ---- | ---- | ---- | ---- |
| 48   | ↗53  | ↘8   | →8   | ↗27  | ↘2   |

### Национальный состав
Согласно данным Всероссийской переписи населения 2021 года в деревне проживали 7 человек, из них русские — 6, украинцы — 1 человек.